# Giovanni Francesco Brignole Sale (1582-1637)
Il Serenissimo Giovanni Francesco Brignole (Genova, 1582 – Genova, 1637) fu il 102º doge della Repubblica di Genova e primo re di Corsica.

## Biografia

### Primi anni

Stemma nobiliare della famiglia Brignole Sale

Figlio di Antonio Brignole e di Maddalena Sale, Gian Francesco nacque a Genova intorno al 1582. Dopo aver ricoperto diverse cariche nell'ambito delle magistrature della Repubblica, come d'altronde capitava a molti membri del patriziato genovese, ricoprì un più importante incarico quando fu mandato ambasciatore presso la corte di Mantova (1612), e se risulta che non abbia poi svolto un analogo incarico a Vienna (come citano alcune fonti dell'epoca), di grande importanza fu invece la missione, insieme ad altri tre gentiluomini genovesi, alla Santa Sede in Roma (1621). Prima dell'ambita nomina a sindacatore supremo e procuratore della Repubblica nel 1633, fece parte di diversi magistrati genovesi. Due anni dopo la sua figura fu scelta dal Gran Consiglio per ricoprire, dall'11 luglio 1635, la massima carica dogale: la cinquantasettesima in successione biennale e la centoduesima nella storia repubblicana.
Sposò Geronima, unica figlia del ricchissimo Giulio Sale, marchese di Groppoli, di cui ereditò l'ingente fortuna. Da lui discende il ramo dei Brignole Sale, tra cui vi sono altri due dogi (Giovanni Francesco Brignole Sale e Rodolfo Emilio Brignole Sale nel XVIII secolo), numerose figure di rilievo nella storia di Genova e della corte di Francia, nonché notevoli benefattori: una per tutti la duchessa di Galliera.

### Il dogato
Durante il suo biennio dogale preferì - nonostante i recenti accordi economici-politici del suo predecessore, Giovanni Stefano Doria, con il Regno di Francia, e in particolare con il celebre cardinale Richelieu - avviare una situazione di imparzialità e neutralità economica (e, di conseguenza, pure politica) tanto con lo stato francese quanto con il Regno di Spagna.
Nel suo mandato, inoltre, avviò trattative e acquisti per alcuni feudi del genovese e della regione ligure originariamente nelle mani dei marchesi Spinola e dei principi Doria.
Uno dei maggiori motivi per cui Gian Francesco Brignole Sale viene ricordato è che durante il suo mandato non solo egli riuscì a garantire l'indipendenza genovese di fronte alle grandi potenze europee, ma soprattutto ottenne di trasformare considerevolmente l'istituzione ducale, riuscendo a farle riconoscere vere e proprie attribuzioni regali. Con la colonia genovese di Corsica si trovò il pretesto: il doge in carica divenne pure biennale "re di Corsica", acquisendo pertanto la medesima dignità regale di altri sovrani e rango maggiore di un "semplice" duca del Sacro Romano Impero.
Risale quasi allo scadere della sua gestione l'ufficiale investitura della Vergine Maria quale "Regina e protettrice di Genova" (25 marzo 1637), a cui seguì una solenne cerimonia religiosa e statale per l'incoronazione della nuova statua raffigurante la Madonna che fu posizionata all'interno della cattedrale di San Lorenzo (oggi esposta in una sala di palazzo San Giorgio, presso piazza Caricamento) e adornata della corona regia, dello scettro e delle chiavi della città. Fu lo stesso doge Brignole Sale a consegnare all'arcivescovo genovese Giovanni Domenico Spinola tali effigi "di Stato" per la Vergine tra scampanellio di campane a festa e colpi di cannone.
Giovanni Francesco Brignole Sale fu quindi l'ultimo doge incoronato col rango di duca: il suo successore, Agostino Pallavicini, fu il primo ad essere incoronato secondo i nuovi attributi col rango di re. Un'altra conseguenza dei cambiamenti dello statuto fu la trasformazione del rango anche dei patrizi genovesi. Datosi che ogni patrizio avrebbe potuto venir eletto doge - quindi ogni patrizio era un potenziale successore d'un re - i patrizi genovesi assursero al medesimo rango di un principe del sangue o principe ereditario delle altre corone europee.
Cessato il dogato l'11 luglio, l'ex doge Giovanni Francesco Brignole Sale morì a Genova in quello stesso 1637. Il suo corpo venne sepolto all'interno della chiesa di Santa Maria di Castello.